# Caleidoscopsis tikal
Caleidoscopsis tikal är en kräftdjursart som först beskrevs av J. L. Barnard 1967.  Caleidoscopsis tikal ingår i släktet Caleidoscopsis och familjen Pardaliscidae. Inga underarter finns listade i Catalogue of Life.